# Wilson Carlos dos Santos
Wilson Carlos dos Santos (Rio de Janeiro, 1942 – Rio de Janeiro, 31 gennaio 2005) è stato un arbitro di calcio brasiliano, internazionale dal 1989 al 1991.

## Carriera
Attivo a livello statale dal 1974, dal 1977 dallo stesso anno ha diretto in Série A. È stato affiliato sia alla CBF che alla Federazione Carioca.  Ha arbitrato più di duecento incontri nel campionato nazionale brasiliano. Tra i suoi risultati più rilevanti negli incontri internazionali si annoverano la presenza in due edizioni della Copa Libertadores.